# Royal Brackla
 (juin 2023).
Si vous disposez d'ouvrages ou d'articles de référence ou si vous connaissez des sites web de qualité traitant du thème abordé ici, merci de compléter l'article en donnant les références utiles à sa vérifiabilité et en les liant à la section « Notes et références ».
Royal Brackla est une distillerie de whisky fondée en 1812 à Cawdor près de Nairn en Écosse.
La distillerie a été construite en 1812 par William Fraser sur les terres du château de Cawdor, lieu de décès du Roi Duncan dans le Macbeth de William Shakespeare.
En 1833, la distillerie de Brackla reçoit l’agrément royal[réf. souhaitée] sur ordre de Guillaume IV du Royaume-Uni. C’est la première distillerie à avoir reçu cet agrément[réf. nécessaire].
La distillerie a été agrandie en 1970 passant de 2 à 4 alambics, mise en sommeil en 1985 pour être remise en activité en 1991.
En 1998, Bacardi rachète John Dewar & Sons, propriétaire de la distillerie à Diageo.

## Production
Royal Brackla possède une cuve de brassage en acier inoxydable de 12.5 tonnes et huit cuves de fermentations dont six en pin d'Oregon et deux en acier inoxydable. La distillation se fait au moyen de quatre alambics, deux wash stills de 44 000 litres et deux spirit stills de 42 000 litres chacun.

### Versions officielles
Le premier embouteillage en tant que single malt whisky a lieu en 1993.
- Royal Brackla 10 ans (série Flora & Fauna)
- Royal Brackla 25 ans

### Embouteillages indépendants
- Royal Brackla 12 ans (1995) Douglas Laing
- Royal Brackla 15 ans Rhum finish Cadenheads
- Royal Brackla 1991 46° Gordon & MacPhail